# Rådasjön
Het Rådasjön is een meer binnen de Zweedse gemeente Hagfors. Het meer heeft een oppervlakte van 11 vierkante kilometer en is maximaal 83 meter diep. Rond het meer liggen de plaatsen Uddeholm en Råda. 